# Statenvlag
A Statenvlag ("bandeira dos Estados") é a bandeira dos Estados Gerais da República das Sete Províncias Unidas dos Países Baixos, tricolor em vermelho-branco-azul, substituindo a antiga  bandeira do Príncipe laranja-branco-azul em meados do século XVII. A versão moderna da bandeira nacional dos Países Baixos, introduzida oficialmente em 1937, é baseada nesta bandeira histórica.

## História
A origem da tricolor vermelho-branco-azul não é totalmente clara; algumas fontes sugerem que ele se desenvolveu meramente como uma variante do laranja-branco-azul porque o corante laranja tenderia a desbotar para vermelho com o tempo. No entanto, também houve sugestões no sentido de que a bandeira vermelha-branca-azul pode ser anterior à introdução da bandeira do Príncipe na década de 1570. Assim, Muller (1862) sugeriu que as cores foram retiradas da brasão da casa da Baviera, os governantes do condado da Holanda durante – que usou o brasão de armas da Baviera esquartelado com as armas dos condes de Holanda.
Durante a primeira parte do primeiro período sem estatuder (1650-1672), o governo da República Holandesa queria apaziguar o governo republicano da Comunidade da Inglaterra, e porque a cor laranja estava associada à Casa de Stuart, o laranja-branco-azul da bandeira do Príncipe foi banida em 1652, sendo substituída pela Statenvlag vermelho-branco-azul. De acordo com de Waard (1900), entre 1588 e 1630  a marinha holandesa sempre arvorava a bandeira do Príncipe, e após de 1663, usavam a bandeira dos Estados, com ambas variantes da bandeira em uso durante o período de 1630 – 1662. Parece que antes de 1664, a bandeira tricolor vermelho-branco-azul era comumente conhecida como a "bandeira da Holanda" ( Hollandsche Vlag ). Em 1664, os Estados de Zelândia reclamaram disso, e uma resolução dos Estados Gerais introduziu o nome "Bandeira dos Estados" (Statenvlag).
Na década de 1930, os apoiadores do Movimento Nacional Solcialista dos Países Baixos  (NSB) escolheram o laranja-branco-azul e a bandeira do Príncipe como seu símbolo. A rainha Guilhermina em 1937 assinou um decreto real estabelecendo as cores vermelho, branco e azul como cores oficiais da bandeira dos Países Baixos, em parte como um sinal dirigido ao NSB.

## OStatenvlagem pinturas

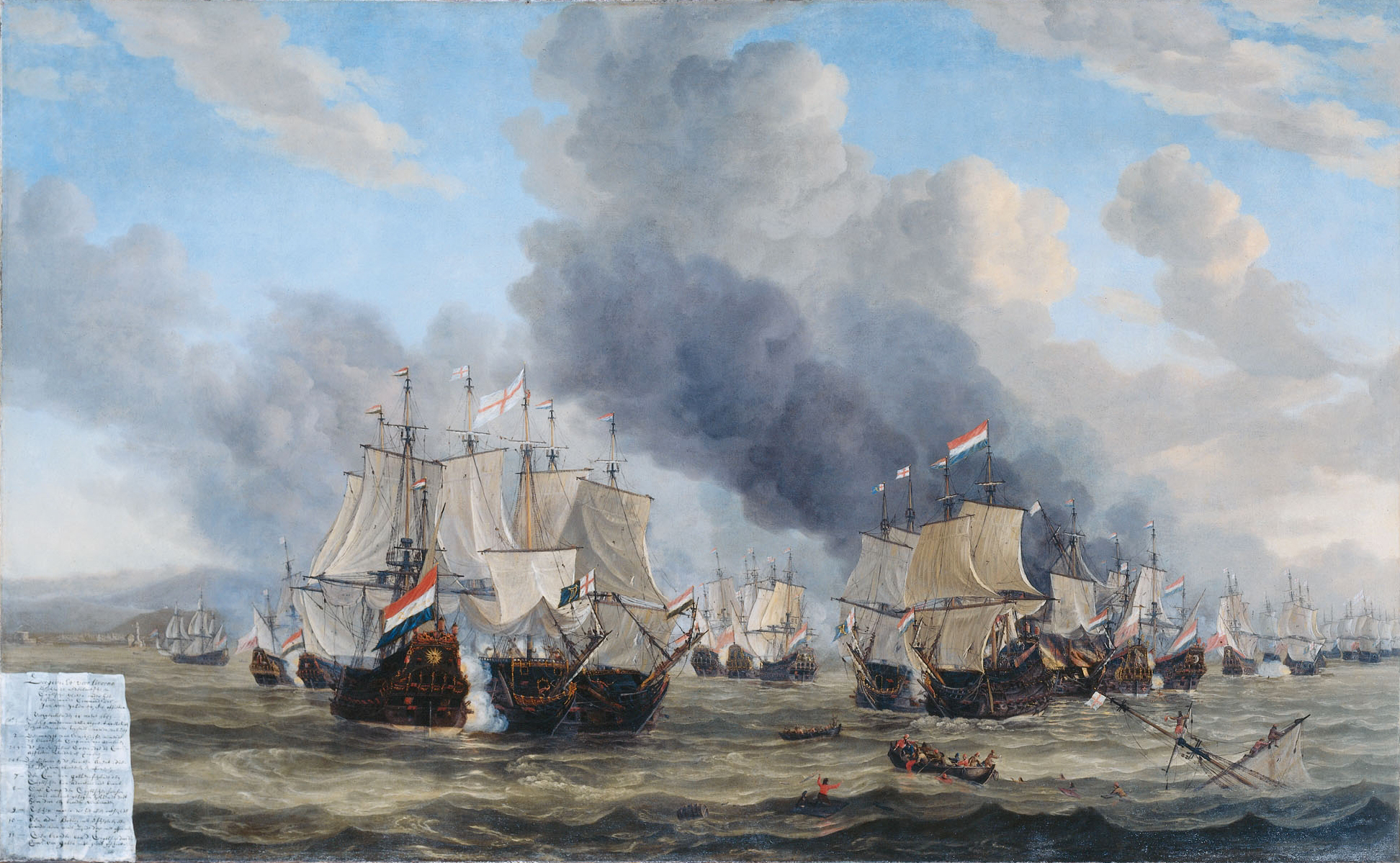
Reinier Nooms (1623-1664), A Batalha de Livorno, 14 de março de 1653.
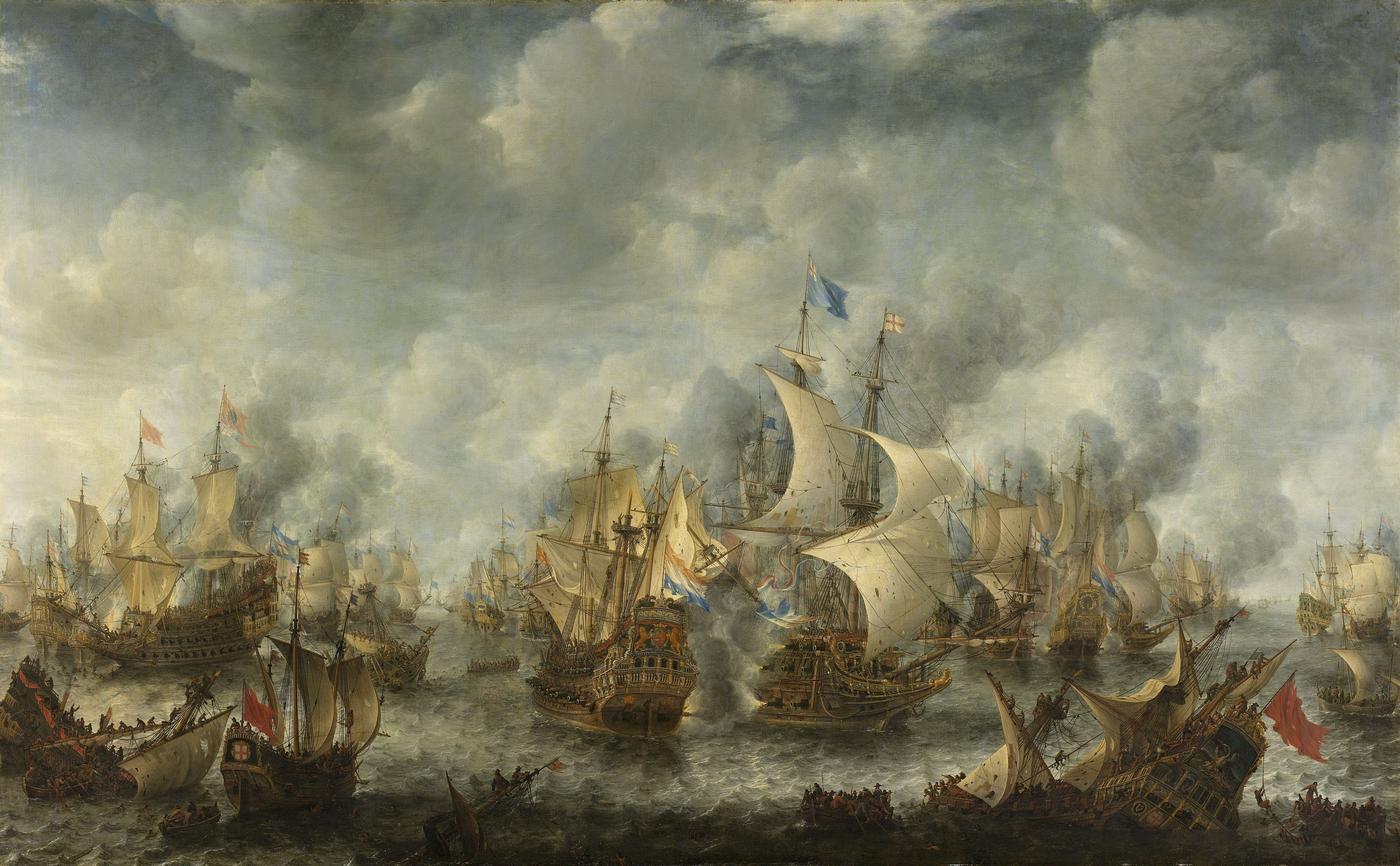
Jan Abrahamsz. van Beerstraten (1622-1666), Batalha de Scheveningen, 10 de agosto de 1653.
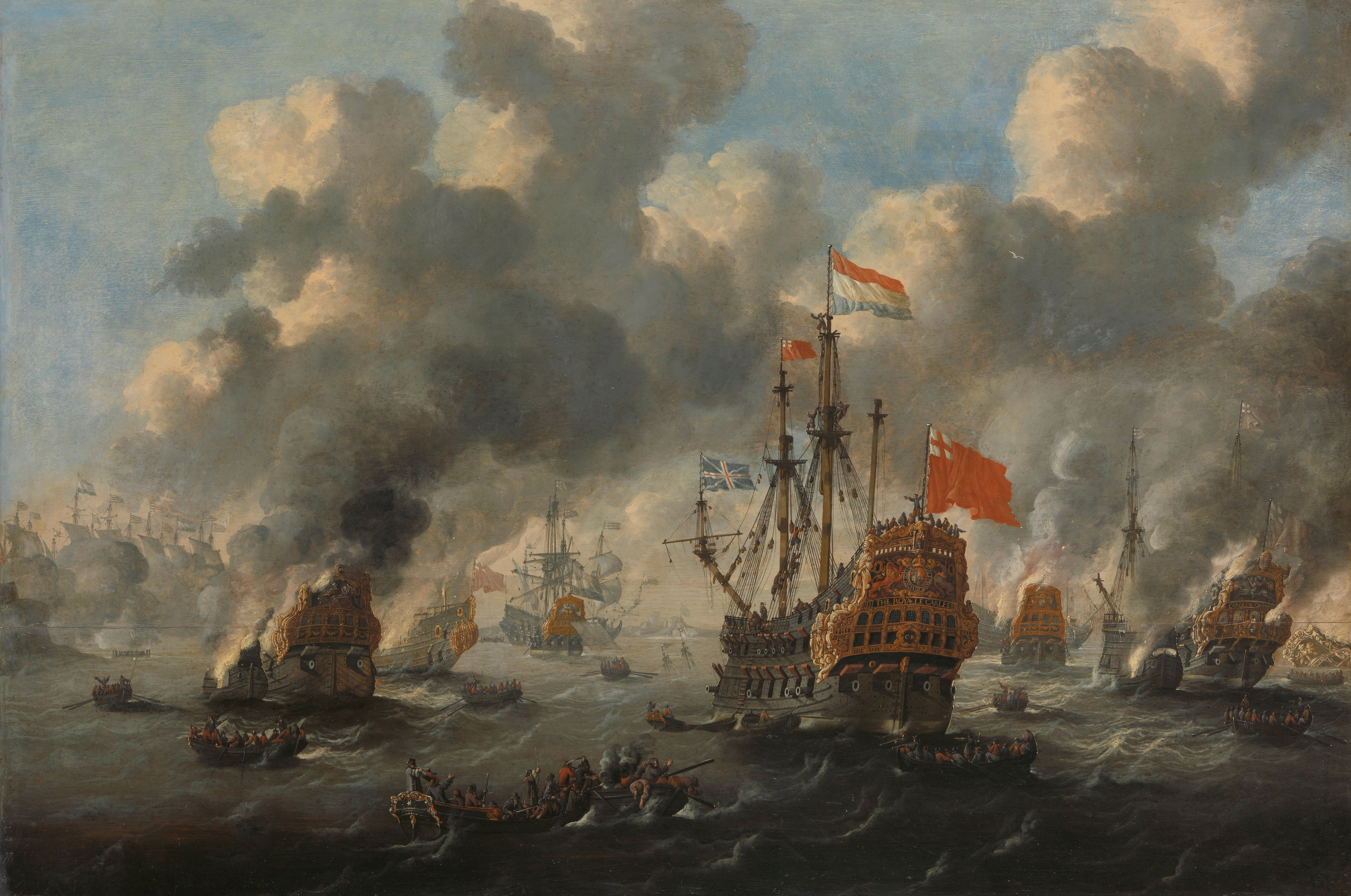
Peter van de Velde (1643-1714), Os holandeses queimam a frota inglesa ao largo de Chatham - 20 de junho de 1667.
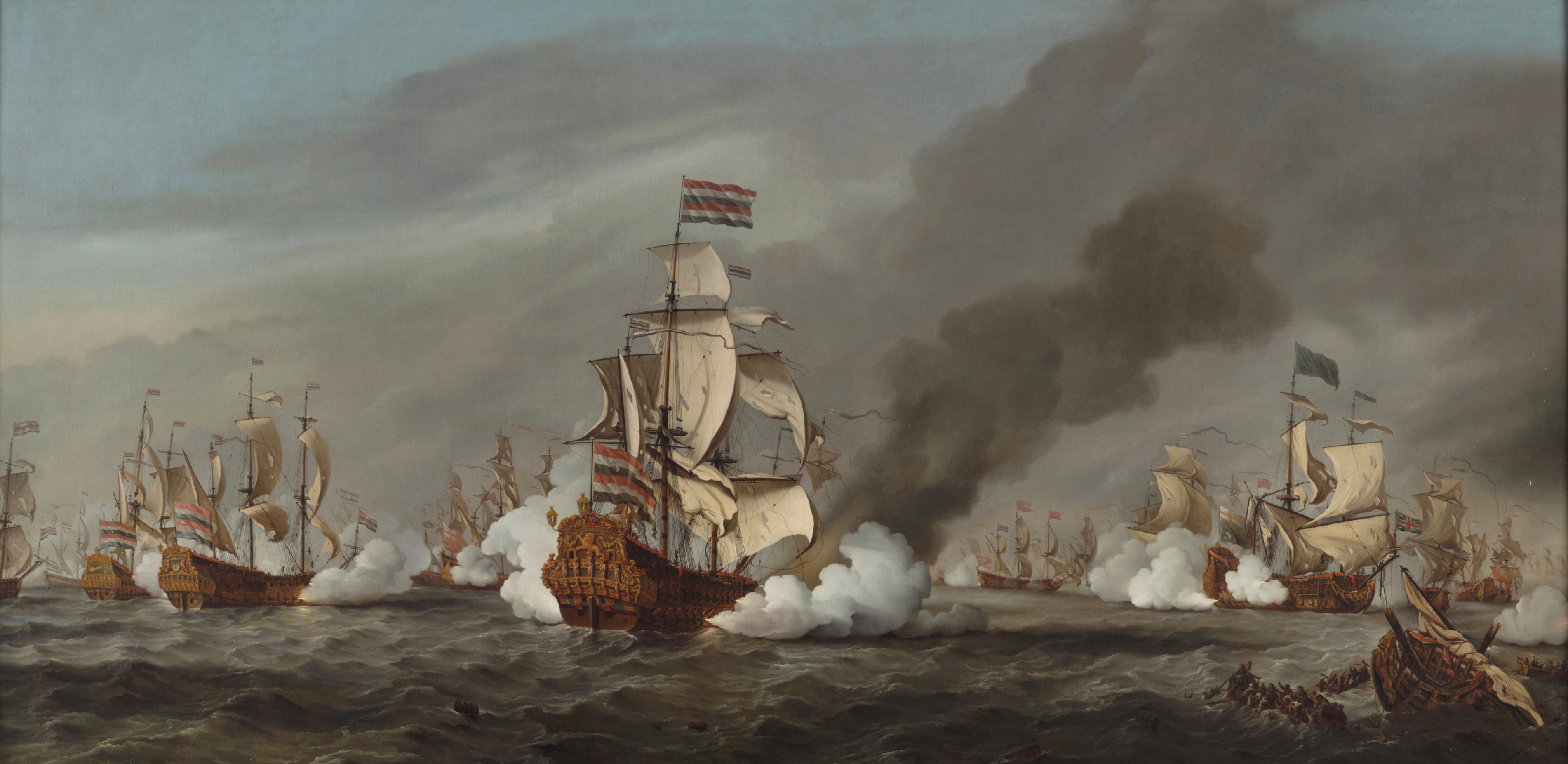
Willem van de Velde, de Jonge (1633-1707), O 'Gouden Leeuw' na Batalha de Texel, 21 de agosto de 1673.